# Торецк
Торецк (укр. Торецьк; раније Дзержинск, укр. Дзержинськ, рус. Дзержинск) је град у Украјини, у Доњецкој области. Према процени из 2012. у граду је живело 35.899 становника.

## Становништво
Према процени, у граду је 2012. живело 35.899 становника.
| 1979.  | 1989.  | 2001.  | 2012.  |
| ------ | ------ | ------ | ------ |
| 44.502 | 50.538 | 43.371 | 35.899 |